# Vittorio Ruggero
Vittorio Ruggero (Catanzaro, 5 marzo 1890 – Milano, 17 aprile 1957) è stato un generale italiano veterano della guerra italo-turca, della prima guerra mondiale, della guerra d'Etiopia e della seconda guerra mondiale.
Decorato con tre medaglie di bronzo al valor militare negli anni 1910, fu poi assegnato in forza al Regio corpo truppe coloniali d'Eritrea e ricoprì il ruolo di Addetto militare ad Addis Abeba prima dello scoppio delle ostilità nell'ottobre del 1935: effettuò una prima valutazione dello stato delle forze armate etiopi che fu utile allo stato maggiore del Regio Esercito. Durante la guerra ricoprì il ruolo di Capo dell'ufficio politico presso il Comando superiore A.O.I. distinguendosi durante gli scontri a Macallè e nella conquista di Sardò (per le quali azioni fu insignito del titolo di Ufficiale dell'Ordine militare di Savoia). Nei giorni seguenti la proclamazione dell'armistizio dell'8 settembre 1943 fu tra i principali responsabili della consegna di Milano ai tedeschi, senza tentare una qualche opposizione.

## Biografia
Nacque a Catanzaro il 5 marzo 1890, figlio di Giuseppe. Nel 1906 divenne allievo dell'Regia Accademia Militare di Fanteria e Cavalleria di Modena, da cui uscì con il grado di sottotenente assegnato all'arma di fanteria, corpo dei Bersaglieri, il 19 settembre 1909.
Partecipò alla guerra italo-turca e poi alla prima guerra mondiale nei gradi da tenente a maggiore e, al termine del conflitto mondiale, risultava decorato con tre Medaglie di bronzo al valor militare. Assegnato al Regio corpo truppe coloniali d'Eritrea fu addetto militare ad Addis Abeba, e tra il 1935 e il 1936 partecipò alla guerra d'Etiopia quale colonnello (anzianità 29 agosto 1933). Nominato Capo dell'ufficio politico presso il Comando superiore A.O.I. si distinse durante gli scontri su Macallè, e poi nella conquista di Sardò (11 marzo 1936). Per questi fatti il 9 luglio fu insignito a Roma del titolo di Ufficiale dell'Ordine militare di Savoia.
Rientrato in Italia ricoprì il posto di comandante del 71º Reggimento fanteria "Puglie", di capo di stato maggiore della 1ª Divisione celere "Eugenio di Savoia" e di capo di stato maggiore del Gruppo d'armate sud, nel triennio 1937-1939. Il 1º gennaio 1940 fu promosso generale di brigata e un anno esatto più tardi rimpiazzò il generale Edoardo Scala al comando della 58ª Divisione fanteria "Legnano", con cui operò sul fronte greco-albanese: dovette tuttavia essere ospedalizzato quasi subito a causa della frattura di una gamba provocata dalla caduta di un mulo, che travolse il 25 gennaio 1941 il mezzo su cui viaggiava. Al suo posto fu nominato il generale Amedeo De Cia. Ritornato in servizio e promosso generale di divisione (con anzianità 1º gennaio 1942), comandò la 22ª Divisione fanteria "Cacciatori delle Alpi", impegnata in Jugoslavia, dal 15 giugno 1942 sino al 29 luglio 1943, venendo decorato con la quarta Medaglia di bronzo al valor militare.
Rientrato in Italia divenne comandante della difesa territoriale di Milano, dove lo colse la proclamazione dell'armistizio dell'8 settembre 1943. L'indomani mattina ricevette presso la sede del comando di piazza, in via Brera, una delegazione del Comitato di Liberazione Nazionale tra cui vi erano Girolamo Li Causi e Leopoldo Gasparotto. Quest'ultimo chiese insistentemente che fossero distribuite le armi alla popolazione e alla neocostituita Guardia nazionale al fine di difendersi dalla certa reazione tedesca. Timoroso delle ritorsioni tedesche, fu indotto dalla situazione a un atteggiamento passivo, limitandosi a generiche promesse, influenzato dall'arrivo del tenente colonnello dei Carabinieri Candeloro De Leo presentatosi quale emissario del Comando supremo. che lo convinse ad attendere lo svilupparsi degli eventi. Dopo aver preso accordi con le autorità militari tedesche rappresentate dallo Standartenführer Albert Frey, della 1. SS-Panzer-Division "Leibstandarte SS Adolf Hitler" consegnò loro la città il 12 settembre, senza opporre resistenza e tra la disperazione dei partigiani. Fu catturato quello stesso giorno e in seguito internato in Polonia, campo 64/Z di Schokken, rimanendovi fino al maggio 1945, quando fu infine rimpatriato.

### Annotazioni
1. ↑  Lo storico Angelo Del Boca lo definì «l'uomo della sovversione, il miglior conoscitore del pianeta Etiopia».
2. ↑  Candeloro De Leo era un dirigente del Servizio informazioni militare e vantava contatti col capo di stato maggiore del Regio Esercito, generale Vittorio Ambrosio.
3. ↑  Il comportamento di De Leo si spiega con la sua immediata adesione alla Repubblica Sociale Italiana, divenendone direttore del Servizio informazione militare.

### Fonti
1. 1 2 3  Generals.
2. ↑  Vento 2010, p. 183.
3. 1 2  Boneschi, Savino, Boneschi 2008, p. 58.
4. 1 2 3 4  ANPI Lissone.
5. ↑  Quirinale - Scheda - visto 30 luglio 2019